# سر به پاشنه
سر به پاشنه (به انگلیسی: Head over Heels) یک انیمیشن کوتاه استاپ موشن بریتانیایی محصول سال ۲۰۱۲ به نویسندگی و کارگردانی تیموتی رکارت است. این فیلم نامزد جایزه اسکار بهترین پویانمایی کوتاه برای هشتاد و پنجمین دوره جوایز اسکار شد. همچنین برنده اولین جایزه آنی برای بهترین فیلم دانشجویی و کارتونی طلایی برای بهترین انیمیشن کوتاه اروپایی شد.

## داستان
پس از سال‌ها ازدواج، زن و شوهر والتر و ماج از هم جدا شده‌اند: او روی زمین زندگی می‌کند و زن روی سقف. آنها زندگی جداگانه و موازی دارند، هرگز صحبت نمی کنند، حتی به سختی به یکدیگر نگاه می کنند. وقتی والتر سعی می‌کند عشق قدیمی‌شان را دوباره زنده کند، عشقشان به هم می‌ریزد و زوجی که نمی‌توانند به توافق برسند باید راهی برای بازگرداندن ازدواجشان پیدا کنند.